# Confine tra Moldavia e Romania
Il confine tra la Moldavia e la Romania descrive la linea di separazione tra i due stati. Ha una lunghezza di 681,3 km.

## Caratteristiche
La Moldavia è incuneata tra la Romania e l'Ucraina. Il confine si trova a Ovest della Moldavia e a oriente della Romania. Ha un'andatura generale nord-sud.
Corre per tutta la sua lunghezza lungo il fiume Prut. Inizia alla triplice frontiera tra Moldavia, Romania ed Ucraina collocata a nord della Moldavia e scende alla seconda triplice frontiera tra gli stessi stati collocata a sud.

## Valichi di frontiera

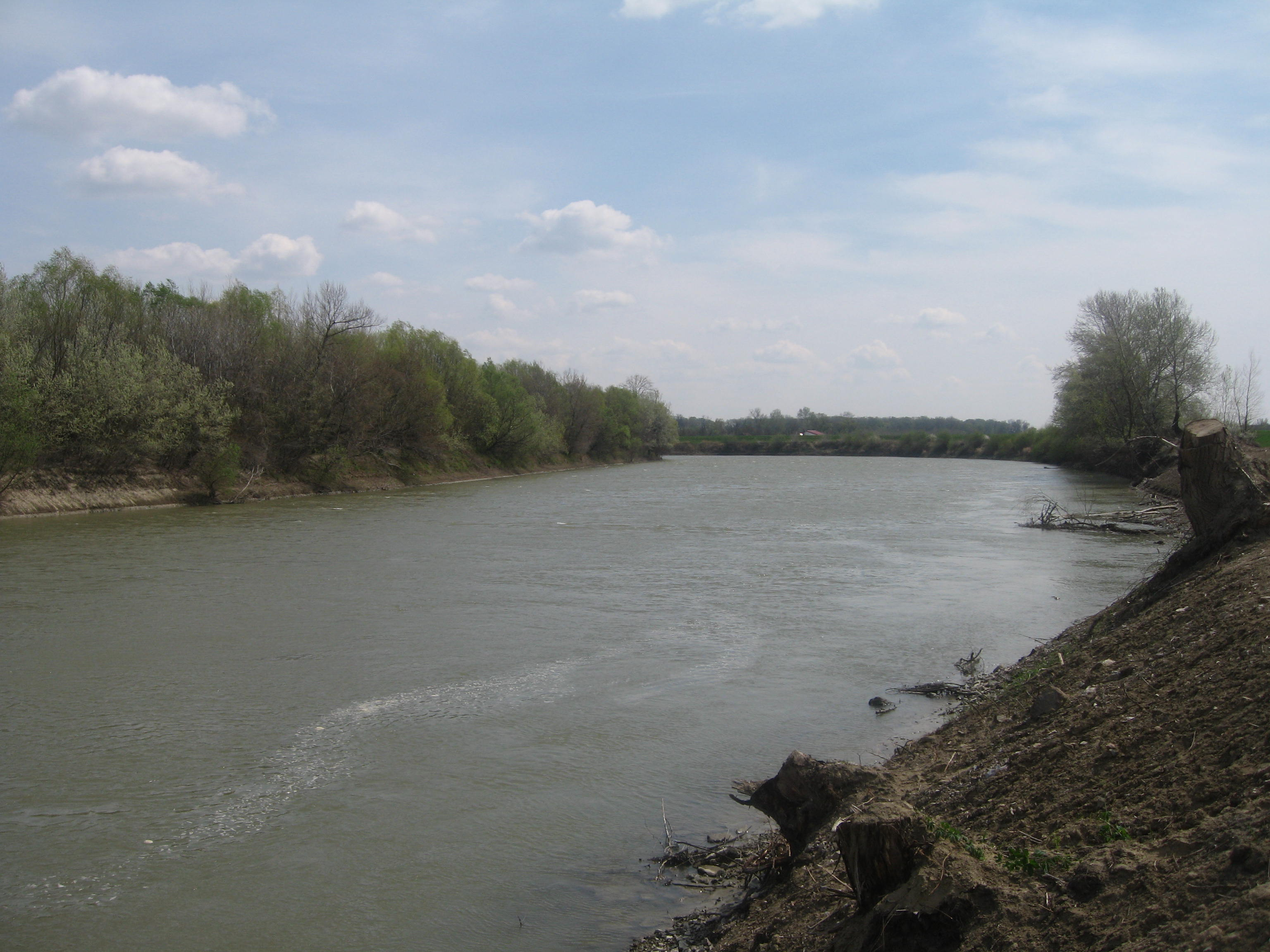
Il fiume Prut, che delimita il confine dei due Stati

Il confine è attraversato da 6 valichi di frontiera stradali e 3 ferroviari
- Rădăuți-Prut - Lipcani - stradale
- Stânca (comune di Victoria) - Costești - stradale
- Sculeni - Sculeni - stradale
- Albița (comune di Drânceni) - Leușeni - stradale
- Oancea - Cahul - stradale
- Galați - Giurgiulești - stradale
- Iași - Ungheni - ferroviario
- Galați - Giurgiulești - ferroviario
- Fălciu - Stoianovca - ferroviario